# Catarhoe subobscura
Catarhoe subobscura är en fjärilsart som beskrevs av Louis Beethoven Prout 1914. Catarhoe subobscura ingår i släktet Catarhoe och familjen mätare. Inga underarter finns listade i Catalogue of Life.